# Supermarine Southampton
Supermarine Southampton byl britský vojenský létající člun z 20. let 20. století. Byl to jeden z nejúspěšnějších meziválečných hydroplánů. Letoun vznikl jako pokračování vývoje letounu Supermarine Swan a byl příležitostně používán i pro civilní dopravu.

## Vývoj a popis
Letoun Southampton byl navržen týmem, který vedl R. J. Mitchell. Ten se později proslavil konstrukcí slavného letounu Spitfire. Kvůli úspěchu předchozího modelu Supermarine Swan objednalo britské ministerstvo letectví 6 letounů Southampton přímo z rýsovacího prkna, což bylo neobvyklé. Letoun Swan tedy sloužil jako prototyp nové verze, a tak byl vývoj letounu velice krátký.
Letoun Southampton byl dvoumotorový dvouplošník koncipovaný jako létající člun s tažnými motory, které byly namontovány mezi spodním a horním křídlem. Svislé ocasní plochy byly trojité. Letoun Southampton Mk. I měl jak trup, tak i křídla ze dřeva. Verze Southampton Mk. II měla kovový duralový trup stejné tloušťky. Tato změna snížila hmotnost o 409 kg, což prodloužilo dolet stroje asi o 320 km. V roce 1929 bylo 24 letounů Mk. I přestavěno na letouny s kovovým potahem trupu. Některé pozdější letouny byly vybaveny kovovými křídly. Tyto letouny byly pravděpodobně značeny Southampton Mk. III. Letouny měly tři střelecké pozice osazené kulomety. Jedna byla na nose letounu a dvě v zadní části trupu.
První sériový stroj vykonal svůj první let 10. března 1925. Dodávky k RAF byly zahájeny v polovině roku 1925.

## Operační historie
Southamptony vstoupily do služby u RAF v srpnu 1925 u 480. pobřežní průzkumné letky na základně RAF Calshot. Letoun se rychle proslavil svými dálkovými předváděcími lety ve formaci. Nejznámější byla expedice v letech 1927 a 1928 dlouhá 43 500 km, kdy 4 letouny Southampton letěly na Dálný východ z Felixstowe přes Středozemní moře a Indii do Singapuru.
Další letouny tohoto typu byly prodány do několika dalších zemí. Osm nových letounů bylo prodáno do Argentiny, Turecko koupilo 6 letounů a Austrálie koupila dvojici letounů Mk. I od RAF. Japonsko koupilo také jeden letoun, který později přestavělo na dopravní letoun pro 18 cestujících. Jeden letoun RAF byl zapůjčen na tři měsíce společnosti Imperial Airways, přičemž obdržel britskou civilní registraci G-AASH. Letoun zajišťoval leteckou poštu mezi Janovem a Alexandrií od prosince 1929 jako náhrada za havarovaný letoun Short Calcutta. Bylo postaveno celkem 83 Southamptonů. Navíc byl ještě postaven prototyp třímotorového letounu Southampton Mk. X.

## Varianty
Mk. I
Letoun osazený řadovými motory Napier Lion V. Dřevěný trup. Postaveno 23 strojů.
Mk. II
Letoun osazený řadovými motory Napier Lion Va. Duralový trup. Postaveno 39 strojů.
Verze pro Argentinu
Letouny osazeny motory Lorraine-Dietrich 12E. Postaveno 5 letounů s dřevěným trupem a 3 s kovovým trupem.
Verze pro Turecko
Letouny osazené motory Hispano-Suiza 12Nbr. Postaveno 6 strojů.
Experimentálně byly letouny osazovány i motory Bristol Jupiter IX a Rolls-Royce Kestrel.

## Specifikace (Southampton II)
Technické údaje pocházejí z publikace „Supermarine Aircraft since 1914“.

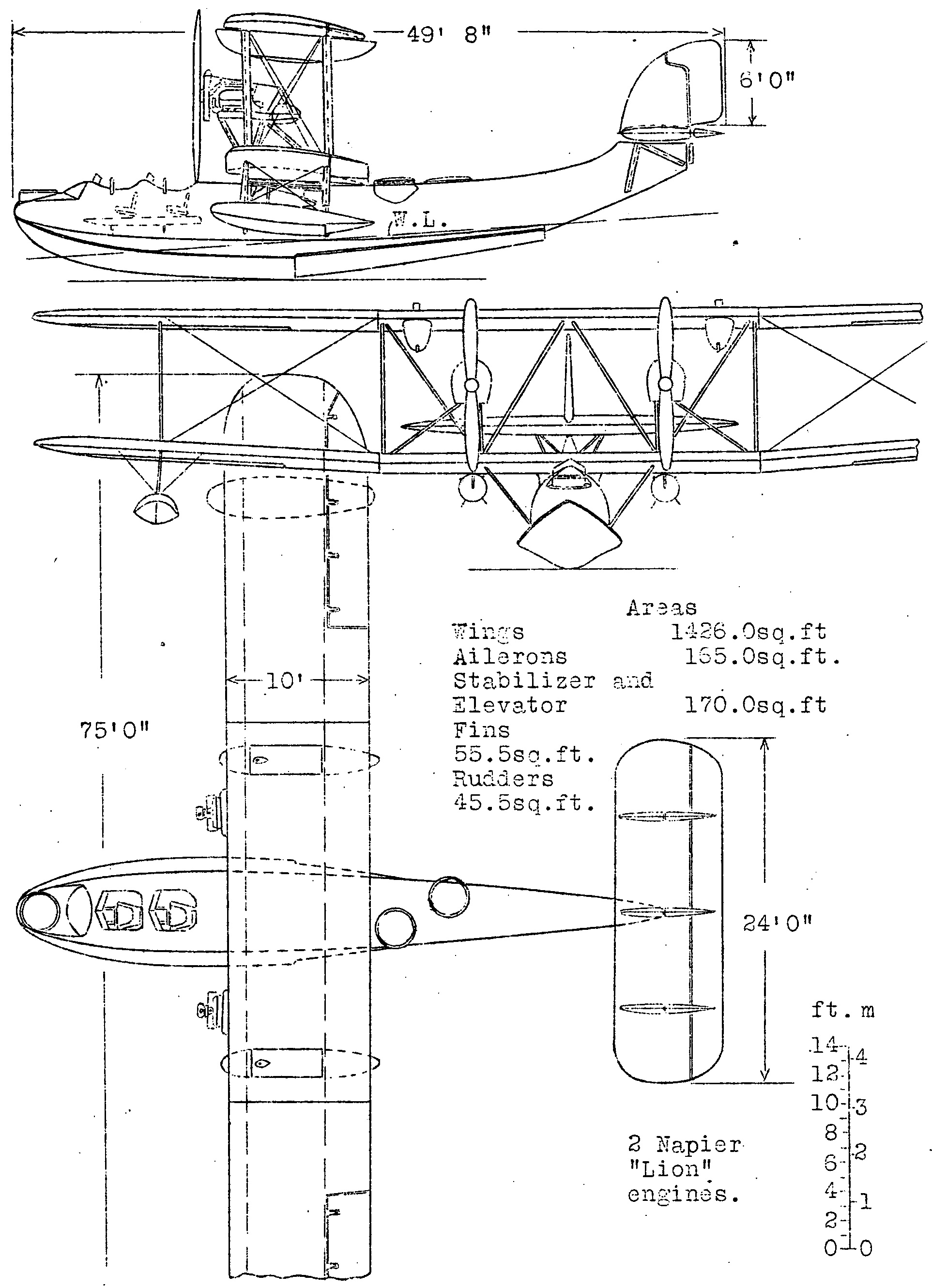
Supermarine Southampton

### Technické údaje
- Posádka: 5 (2× pilot, 3× palubní střelec)
- Rozpětí: 22,86 m
- Délka: 15,15 m
- Výška: 6,2 m
- Nosná plocha: 134,5 m²
- Plošné zatížení: 51,26 kg/m²
- Prázdná hmotnost: 4 398 kg
- Vzletová hmotnost: 6 895 kg
- Pohonná jednotka: 2× řadový motor Napier Lion VA
- Výkon pohonné jednotky: 500 k (373 kW)

### Výkony
- Cestovní rychlost: 139 km/h (86 mph) ve výšce 610 m (2 000 stop)
- Maximální rychlost: 153 km/h (95 mph, 83 uzlů) na hladině moře
- Dolet: 876 km (473 námořních mil)
- Vytrvalost:6,3 hodin
- Dostup: 4 265 m
- Stoupavost: 1,87 m/s (368 stop/min)
- Výstup do 6 000 stop: 29 minut 42 sekund
- Poměr výkon/hmotnost: 0,11 kW/kg

### Výzbroj
- 3× kulomet Lewis .303 (7,7 mm) – jeden na přídi a dva uprostřed letounu
- 1 000 liber (454 kg) bomb pod křídly

## Uživatelé

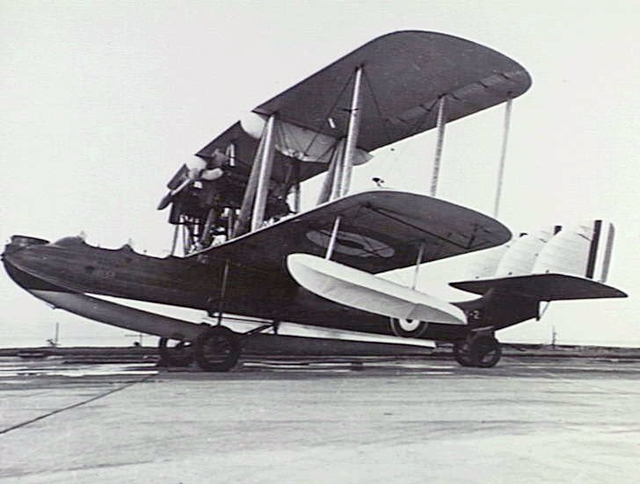
Australský Supermarine Southampton

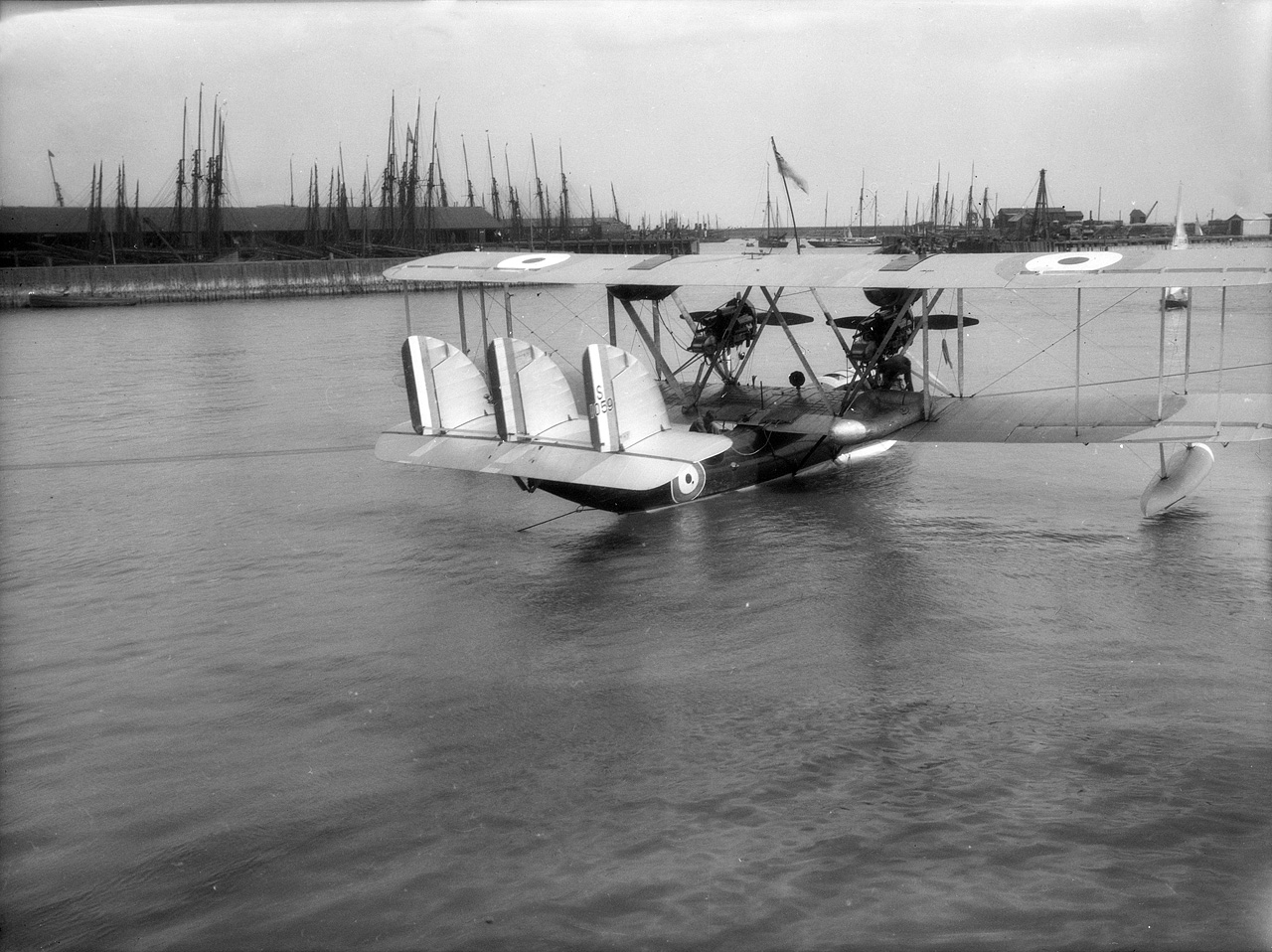
Supermarine Southampton

### Vojenští uživatelé
Argentina
- Argentinské námořnictvo

 Austrálie
- Royal Australian Air Force

 Japonsko
- Japonské císařské námořní letectvo

 Spojené království
- Royal Air Force – 201., 203., 204., 205., 209., 210. peruť a 480. letka RAF[6]

 Turecko
- Turecké letectvo

### Civilní uživatelé
Japonsko
- Japan Air Transport
- Nippon Kokuyuso Kenkyujo

 Spojené království
- Imperial Airways